# Biophytum mapirense
Biophytum mapirense är en harsyreväxtart som beskrevs av Paul Erich Otto Wilhelm Knuth. Biophytum mapirense ingår i släktet Biophytum och familjen harsyreväxter. Inga underarter finns listade i Catalogue of Life.